# Мухетдинов, Дамир Ваисович
Дами́р Ваи́сович Мухетди́нов (тат. Дамир Вәис улы Мөхетдинев, Damir Väis uğlı Möxetdinef; род. 18 июля 1977, Горький, СССР) — российский мусульманский религиозный, общественный и политический деятель. Первый заместитель председателя Духовного управления мусульман Российской Федерации (ДУМ РФ) (с 2012 г.), имам-мухтасиб Санкт-Петербурга и Ленинградской области (2015–2021 гг.), ответственный секретарь Международного мусульманского форума (ММФ). Член Общественной палаты Российской Федерации четвёртого (2012–2014 гг.), пятого (2016–2017 гг.) и шестого (с 2017–2020 гг.) составов.
Заместитель председателя Духовного управления мусульман Нижегородской области (ДУМ НО) по учебно-воспитательной работе (2001–2004 гг.) и первый заместитель председателя ДУМ НО (2009–2013 гг.). Председатель Совета улемов ДУМ НО (2009—2013).
Ректор Московского исламского института (с 2017 г.). Кандидат политических наук. Доктор теологии. Главный редактор Издательского дома «Медина», главный редактор интернет-порталов IslamRF.ru, DumRF.ru, IslamSNG.com, еженедельной газеты мусульман Евразии «Медина аль-Ислам», ежеквартальных научных альманахов «Ислам в современном мире» и «Ислам в СНГ», ежеквартального журнала мусульманской общественной мысли «Минарет ислама», серии энциклопедических словарей «Ислам в Российской Федерации».

## Биография
Родился 18 июля 1977 года в Горьком. Отец — Ваис Арифуллин, мать — Нуржиган Мухетдинова, являются выходцами из села Большое Рыбушкино Краснооктябрьского района Нижегородской области. В советское время семья была обеспеченной, поскольку родители являлись фарцовщиками и Мухетдинов, по его словам, безвыездно живя в Москве, уже в «10 лет носит цельную норковую шапку стоимостью под 250 рублей, которую себе позволяли только первые секретари ЦК или обкомов». Был личный водитель и горничная. Мухетдинов отмечал, что для того, чтобы продолжить торговую деятельность семьи, его готовили к поступлению «как минимум в МГИМО» или же «в какой-нибудь московский коммерческий институт». По его словам «выбор в пользу религии воспринимался болезненно», поскольку окружающие «упрекали, подкалывали и издевались». Также непростыми были отношения с родными и знакомыми, поскольку Мухетдинов различными способами пытался демонстративно протестовать (в частности убрал со стен своей комнаты изображения любимых музыкантов, среди которых была София Ротару), а также резко выступил против нахождения в доме и употребления в его присутствии алкогольных напитков и свинины.
В конце 1990-х годов в Нижнем Новгороде и в татарских селах Нижегородской области активно занимался проведением обрядов экзорцизма, изгнанием джиннов, лечением больных людей с помощью молитв (рукйа), в чём неплохо преуспел и получил первую известность в кругах татарско-мусульманской общественности региона.
В 1994 году окончил среднюю школу № 60 г. Нижнего Новгорода.
В 1995 году окончил медресе «Нур аль-Ислам» в г. Октябрьский Республики Башкортостан. В медресе его учителем был будущий муфтий Республики Татарстан Гусман Исхаков. В 1999 году Мухетдинов окончил Институт арабского языка университета «Умм аль-Кура» в г. Мекке, Саудовская Аравия.
В 2003 году окончил факультет международных отношений Нижегородского государственного университета имени Н. И. Лобачевского по специальности «политология». В 2006 году в ННГУ им. Н. И. Лобачевского под научным руководством доктора исторических наук, профессора О. А. Колобова защитил диссертацию на соискание учёной степени кандидата политических наук по теме «Мусульманские общественные структуры Нижегородского Поволжья: закономерности развития в условиях модернизации современной России» (специальность «23.00.02 — политические институты, процессы и технологии»). Официальные оппоненты — доктор политических наук, профессор Н. М. Мухарямов, кандидат исторических наук Ю. А. Балашов. Ведущая организация — Казанский государственный университет. В 2008–2013 гг. — докторант ННГУ им. Н. И. Лобачевского. Является экспертом ряда проектов Центра исследований ОБСЕ.
14 октября 2020 года в Санкт-Петербургском государственном университете защитил диссертацию на соискание учёной степени доктора теологии (специальность 26.00.01 — теология) по теме «Исламское обновленческое движение конца XX — начала XXI века: идеи и перспективы» (научный консультант — академик РАН В. В. Наумкин).

### Религиозная деятельность
В 1999–2013 гг. — имам-хатыб Нижегородской Соборной мечети.
В 2001–2004 гг. — заместитель председателя Духовного управления мусульман Нижегородской области по учебно-воспитательной работе.
В 2001–2013 гг. — член президиума Духовного управления мусульман Нижегородской области.
В 2004–2009 гг. — руководитель аппарата Духовного управления мусульман Нижегородской области.
В 2008–2009 гг. — секретарь Совета улемов Духовного управления мусульман Нижегородской области.
В 2009–2013 гг. — председатель Совета улемов Духовного управления мусульман Нижегородской области.
В 2009–2013 гг. — первый заместитель председателя Духовного управления мусульман Нижегородской области.
В 2009–2013 гг. — председатель религиозного объединения мусульман махалля № 1 Нижнего Новгорода.
11 февраля 2010 года был назначен полномочным представителем Духовного управления мусульман Европейской части России (ДУМЕР), но после того, как Министерство юстиции Российской Федерации признало создание подобных органов управления незаконными, сложил с себя полномочия.
В 2010–2011 гг. — заместитель председателя ДУМЕР по Приволжскому федеральному округу.
С 11 декабря 2010 года — специальный представитель Совета муфтиев России (СМР) в странах СНГ.
С 2011 года — первый заместитель председателя и руководитель аппарата Духовного управления мусульман Европейской части России (ДУМЕР).
С 2012 года — первый заместитель председателя Духовного управления мусульман Российской Федерации (ДУМ РФ).
В 2014–2015 гг. — руководитель аппарата Духовного управления мусульман Российской Федерации (ДУМ РФ).
В 2015–2021 гг. — имам-мухтасиб Санкт-Петербурга и Ленинградской области.

### Общественно-политическая деятельность
В 2003–2007 гг. — помощник депутата Государственной Думы ФС РФ IV созыва А. Е. Лихачёва.
В 2004–2011 гг. — заместитель председателя Совета Региональной национально-культурной автономии татар Нижегородской области по связям с общественностью.
С 2005 года один из организаторов ежегодного Всероссийского, а затем Международного мусульманского форума (ММФ) и с 2015 года — его ответственный секретарь.
В 2007–2013 гг. — исполнительный директор Фонда имени имама Абу-Ханифы.
В 2007–2013 гг. — исполнительный директор Фонда имени муфтиев Бабахановых.
В 2007–2010 гг. — член Общественной палаты Нижегородской области.
В августе 2008 года в ходе грузино-российской войны посещал в качестве миротворца[уточнить] Южную Осетию.
В 2009–2016 гг. — член Общественного Совета при ГУ МВД России по Нижегородской области.
В июне 2010 года посещал в качестве миротворца Кыргызстан во время межэтнических столкновений.
В 2010–2012 гг. — специальный представитель Совета муфтиев России по работе со странами СНГ.
В 2012–2014 гг. — член Общественной палаты Российской Федерации.
В 2016 году вновь избран в Общественную палату Российской Федерации.
В этих составах был членом Комиссии по межнациональным отношениям и свободе совести, членом Комиссии по гармонизации межнациональных и межрелигиозных отношений и членом межкомиссионной рабочей группы по подготовке экспертных заключений Общественной палаты Российской Федерации по проектам нормативных правовых актов, а также членом ряда комиссий с правом совещательного голоса — Комиссия по здоровью нации, развитию спорта и туризма, Комиссия по культуре и сохранению историко-культурного наследия, Комиссия по поддержке средств массовой информации как основы гражданского общества, обеспечению свободы слова и доступа к информации, Комиссия по проблемам безопасности граждан и взаимодействию с системой судебно-правоохранительных органов, Комиссия по развитию благотворительности и волонтёрства, Комиссия по развитию гражданского общества и взаимодействию с общественными палатами субъектов Российской Федерации, Комиссия по развитию образования, Комиссия по безопасности и взаимодействию с ОНК, Комиссия по культуре, Комиссия по общественному контролю, общественной экспертизе и взаимодействию с общественными советами, Комиссия по охране здоровья, физической культуре и популяризации здорового образа жизни, Комиссия по развитию информационного сообщества, СМИ и массовых коммуникаций, Комиссия по развитию науки и образования и Комиссия по развитию общественной дипломатии и поддержке соотечественников за рубежом.
В 2014 году, во время политического кризиса на Украине, в составе делегации ДУМ РФ, прибывшей в Крым под руководством муфтия Равиля Гайнутдина, принимал участие в установлении связей с лидерами крымских татар для разрешения конфликта в регионе.
В 2015 году — ответственный секретарь Организационного комитета мероприятий, приуроченных к 100-летию Нижегородской Соборной мечети; член Оргкомитета по подготовке церемонии торжественного открытия Московской Соборной мечети.
С 2015 года член Комиссии по совершенствованию законодательства и правоприменительной практики Совета по взаимодействию с религиозными объединениями при Президенте Российской Федерации, а также член рабочей группы Комиссии по вопросам религиозных объединений при Правительстве Российской Федерации.
В 2016 году, во время осложнения дипломатических отношений между Россией и Турцией, открыто выступал в поддержку последней и принимал в декабре того же года участие в XI Международном мусульманском форуме, который был в организован при содействии турецких властей.
С 2017 г. член Общественного совета при Федеральном агентстве по делам национальностей (ФАДН).
Является участником телевизионных передач на региональном и общероссийском телевидении.
Член общественного и редакционного совета общероссийского мусульманского телевизионного канала «Аль-РТВ».

### Преподавательская и исследовательская деятельность
В 1996–1999 гг. — директор исламского мектебе при Нижегородской Соборной мечети.
В 1999–2011 гг. — преподаватель Нижегородского исламского медресе (НИМ) «Махинур».
В 1999–2007 гг. — директор НИМ «Махинур».
В 2001–2005 гг. — директор исламского медресе «Медина» — филиала НИМ «Махинур».
В 2006–2007 гг. — заместитель директора Института стратегических исследований ННГУ им. Н. И. Лобачевского.
В 2007–2013 гг. — доцент кафедры теории политики факультета международных отношений ННГУ им. Н. И. Лобачевского.
В феврале 2015 года занял должности старшего научного сотрудника (по совместительству) кафедры арабской филологии и заместителя директора Центра арабистики и исламоведения Института стран Азии и Африки (ИСАА) при МГУ имени М. В. Ломоносова.
В 2020 году был назначен директором Центра исламских исследований Санкт-Петербургского государственного университета (ЦИИ СПбГУ).
В 2007–2008 гг. — генеральный директор, а с 2008 года — главный редактор «Издательского дома “Медина”», главный редактор интернет-порталов IslamRF.ru, DumRF.ru, IslamSNG.ru, еженедельной газеты мусульман Евразии «Медина аль-Ислам», ежеквартальных научных альманахов «Ислам в современном мире» и «Ислам в СНГ», ежеквартального журнала мусульманской общественной мысли «Минарет ислама», главный редактор серии энциклопедических словарей «Ислам в Российской Федерации» и богословской серии «Ханафитское наследие».
Автор и соавтор книг, учебных пособий, статей и публикаций, научных альманахов.

## Семья
Жена — Зифа Надировна Мухетдинова (Алимова), отец четверых детей: Умар, Мухаммад, Усман, Амирхан.
Тесть — Надир Алимов (прозвище — «Гена Кефир»), получивший широкую известность как один из нападавших на бывшего председателя ДУМ НО муфтия У. Ю. Идрисова в сентябре 2013 года в Соборной мечети «Тауба» Нижнего Новгорода.

## Награды
В 2009 году награждён медалью ДУМЕР «За заслуги».
В 2012 году награждён медалью ДУМЕР «За духовное единение».
В августе 2015 года награждён председателем ДУМ РФ муфтием Гайнутдином «Орденом “Аль-Фахр”», вручение которого состоялось в Нижегородской Соборной мечети в рамках торжественных мероприятий, посвященных 100-летию главного храма мусульман Нижегородской области перед джума-намазом.
10 декабря 2015 года награждён Главой Республики Крым С. В. Аксеновым медалью «За защиту Республики Крым».
10 марта 2017 года в здании Духовного управления мусульман Санкт-Петербурга и Ленинградской области во время джума-намаза ректором Международного университета фундаментальных исследований Джаясекаром Кумаром Мухетдинову была присуждена почётная степень доктора философии в области исламских исследований.
18 июля 2017 года муфтий Гайнутдин издал указ о награждении Дамира Мухетдинова орденом мусульман России «За заслуги».
Также награждён Почётной грамотой главы Нижнего Новгорода и награждён Благодарственным письмом Правительства Нижегородской области.

## Критика
В 2012 году религиовед и исламовед Р. А. Силантьев в обзоре серии энциклопедических словарей «Ислам в Российской Федерации» Издательского дома «Медина» указал на то, что учебный словарь-справочник «Ислам в Приволжском федеральном округе» вышедший под редакцией Мухетдинова были включены статьи за авторством аспиранта факультета международных отношений ННГУ им. Н. И. Лобачевского А. Г. Никитина «о современном положении ислама в субъектах ПФО (кроме Нижегородской области), а также обзорная статья об округе» которые «представляли собой изрядно сокращенные региональные разделы» из второй части монографии Силантьева «Новейшая история исламского сообщества России», что является не обычным плагиатом, «когда в свой текст вставляются куски из чужого без соответствующего закавычивания и сносок, но плагиат особо дерзкий, когда некая статья просто воруется в полном объёме и подписывается чужим именем». Кроме того Силантьев отметил: «Особую пикантность ситуации придаёт тот факт, что Мухетдинов и его команда клеймят меня исламофобом и обвиняют в искажении истории российского ислама. Что же, выходит, они так заинтересованы в трансляции позиции “исламофоба”, что даже воруют его тексты для своих книг?». И в заключении обратил внимание на то, что «данный “словарь” был издан в рамках программы по подготовке специалистов с углубленным знанием истории и культуры ислама, то есть за государственный счёт».

В 2013 году бывший председатель ДУМ НО муфтий У. Ю. Идрисов в интервью «Интерфакс-Религия» отозвался о Мухетдинове следующим образом:
Я искренне заблуждался относительно этого человека. Я был им опутан — его речами, обещаниями, планами. Он мне представлялся воплощением всего нового и передового. Я каюсь в том, что не увидел истинного лица за этой дымовой завесой. Теперь я начинаю понимать тех людей, которые идут за ваххабитами. Я на себе испытал, что такое технологии обработки сознания. Пока я не отошел от Мухетдинова на достаточное расстояние, я был как под гипнозом.
 В свою очередь Силантьев в интервью тому же информационному агентству по этому поводу отметил: 
Что же до Дамира Мухетдинова, которого Идрисов указывает как главного виновника резонансных скандалов вокруг ДУМ НО, то о его происках нам было известно давно. И очень правильно, что проблему Мухетдинова решили сами мусульмане в лице муфтия Чечни Султана Мирзаева, который вывел его из ислама.
В том же году муфтий Чеченской Республики С. Б. Мирзаев выступил с резкой критикой Мухетдинова, причиной которой послужило заявление последнего в эфире радиостанции «Голос России» о том, у что у Р. А. Кадырова «раздвоение личности». Мухетдинов сделал такой вывод отметив, что Кадыров «и бусики одел, и проводит мавлиды, и мечети строит», но при этом «он с известными персонами, поп-дивами встречается, обсуждает что-то». Поэтому Мухетдинов высказал мысль, что «в исламской голове не всегда такие вещи укладываются». В свою очередь Мирзаев заметил в интервью корреспонденту «Интерфакс-Религия» подобные суждения говорят о том, что «голова Мухетдинова не имеет никакого отношения к исламу». Он выразил недоумение тем, что неизвестно «кого представляет господин Мухетдинов и кто его уполномочил давать оценки главе Чеченской Республики Рамзану Кадырову как мусульманину» и подчеркнул, что «Рамзан Ахматович, в отличие от господина Дамира Мухетдинова, никогда в жизни не употреблял ни капли спиртного и не знает, что такое сигаретный дым. Он с детства изучал религию и соблюдал все требования ислама. Дети Рамзана Ахматовича, включая и дошкольного возраста, все до единого свободно читают Коран. Его дочь знает Коран наизусть. Заслуги Кадырова перед исламским миром признаны самыми известными религиозными деятелями» и что благодаря ему строятся мечети, а в Чечне «практически изжиты пьянство, наркомания, другие порочные явления». Комментируя реплику Мухетдинова про чётки Мирзаев указал, что Мухетдинов «не понимает вообще в религиозной атрибутике» и указал на то, что глава Чечни «никогда не надевал никакие “бусики” и не сделает это, если даже Мухетдинов сто раз их наденет» и «у Рамзана в руках есть чётки». Кроме того Мирзаев отметил, что Кадыров встречаясь с различными высокопоставленными и известными людьми «не переступает предусмотренные религией нормы» и выразил сожаление тем, что «в различных советах и так далее нашли какой-то приют люди, подобные Дамиру Мухетдинову, не имеющие никакого отношения к исламу и не делающие абсолютно ничего для того, чтобы в России между мусульманами установились тесные связи, чтобы в России были созданы какие-то условия». Говоря о высказанном Мухетдиновым мнении что большая часть российских мусульман всё ещё далеки от религии, Мирзаев указал, что «скорее всего имеет в виду себя и себе подобных» и подчеркнул, что готов со всей ответственностью заявить, что подавляющее число мусульман «соблюдают каноны ислама и стараются жить по Божьим заповедям» и что Мухетдинов объявляя обратное должен «быстро покаяться, признать свою ошибку и упорными молитвами попытаться загладить свою вину перед мусульманами России и перед Всевышним».
В 2014 году группа мусульман Нижнего Новгорода обратилась с заявлением в правоохранительные органы (полицию и областную прокуратуру) в связи исчезновением денежных средств, собранных верующими в период с февраля 2012 по сентябрь 2013 года на восстановление Ярмарочной мечети, но не оказавшихся в кассе или на расчётном счёте Духовного управления мусульман Нижегородской области (ДУМ НО). Председатель Центральной ревизионной комиссии ДУМ НО Анвар Басыров направил председателю Совета муфтиев России муфтию Равилю Гайнутдину письмо, в котором сообщил, что сумма составляла 2,25 млн рублей, инициатором сбора был Дамир Мухетдинов, являвшийся заместителем председателя ДУМ НО, а лицом, которое было ответственно за сбор денег была назначена юрист этой религиозной организации Дина Нургалеева (двоюродная сестра Мухетдинова). Согласно информации Нургалеевой, все денежные средства были помещены в сейф и в сентябре 2013 года ключи от него взял Дамир Мухетдинов, в то время обладавший всеми полномочиями на то, чтобы ими распоряжаться.

## Сочинения

### Книги
- Мухетдинов Д. В. Из прошлого религиозного мусульманского образования. — Н. Новгород, 2004.
- Мухетдинов Д. В., Хабутдинов А. Ю. Всероссийские мусульманские съезды 1905—1906 гг.. — Н. Новгород, 2005.
- Мухетдинов Д. В., Хабутдинов А. Ю. Общественное движение мусульман-татар: итоги и перспективы. — Н. Новгород, 2005.
- Мухетдинов Д. В. Азан над Волгой (к 90-летию основания Нижегородской Соборной мечети) / Духов. упр. мусульман Нижегор. обл., Нижегор. ислам. ин-т им. Х. Фаизханова, Религ. об-ние мусульман г. Н. Новгорода. — Н. Новгород: Медина, 2005. — 63 с. — ISBN 5-9756-0007-3.
- Мухетдинов Д. В. Азан над Волгой: Полная история мусульманской общины Нижнего Новгорода в XX—XXI веках. — Н. Новгород: Изд-во НИМ «Махинур», 2006.
- Хабутдинов А. Ю., Мухетдинов Д. В., Сенюткина О. Н. Хусаин Фаизханов: У истоков общественного движения мусульман-татар / Духовное упр. мусульман Нижегородской обл., Региональная нац.-культурная автономия татар Нижегородской обл., Нижегородский исламский ин-т им. Х. Фаизханова. — Н. Новгород: Медина, 2006. — 95 с. — ISBN 5-9756-0010-3.
- Мухетдинов Д. В., Сенюткина О. Н., Хабутдинов А. Ю. Хусаин Фаизханов: у истоков общественного движения мусульман-татар. — Н. Новгород, 2009.
- Мухетдинов Д. В., Хабутдинов А. Ю. Мусульманские духовные лидеры России Нового времени. — Н. Новгород: ННГУ имени Н. И. Лобачевского, 2011. — 218 с.
- Мухетдинов Д. В., Хабутдинов А. Ю. Ислам в России в XVIII — начале XXI вв.: модернизация и традиции. — Н. Новгород: ННГУ имени Н. И. Лобачевского, 2011. — 282 с.
- Мухетдинов Д. В., Хайретдинов Д. З. История арабского халифата. — Н. Новгород: ННГУ имени Н. И. Лобачевского, 2011. — 226 с.
- Юзеев А. Н., Мухетдинов Д. В. Хусаин Фаизхан – первый татарский просветитель. — Н. Новгород: ИД «Медина», 2011. — 274 с. — ISBN 978-5-9756-0071-4.
- Мухетдинов Д. В. Россия + Умма: нужны ли мы друг другу? Наблюдения над текущими процессами в российской мусульманской общине — итоги 2012 года. — М.: ИД «Медина», 2013. — 78 с.
- Мухетдинов Д. В. Коран как подтверждение и продолжение миссии всех пророков и посланников. — М.: ИД «Медина», 2014. — 36 с.
- Мухетдинов Д. В. Российское мусульманство: призыв к осмыслению и контекстуализации. — М.: ИД «Медина», 2015. — 164 с.
- Мухетдинов Д. В. Азан над Волгой. К 100-летию открытия Нижегородской Соборной мечети и 25-летию ее возрождения. — 3-е изд., испр. и дополн. — М.: ИД «Медина», 2015. — 130 с. — 1000 экз. — ISBN 978-5-9756-0116-2.

### Статьи
- Мухетдинов Д. В., Хабутдинов А. Ю. Становление конкурентоспособной мусульманской элиты в России: анализ основных тенденций // Новые кадры для новой России: Сборник научных трудов / Под общ. ред. академика О. А. Колобова. — Н. Новгород: ННГУ имени Н. И. Лобачевского, 2004. — 96 с.
- Мухетдинов Д. В. Ханафитский мазхаб – история и проблемы развития // Рамазановские чтения. — 2007. — № 2. Архивировано 2 апреля 2016 года.
- Мухетдинов Д. В. Российские мусульмане начала XX века о правах человека // Минарет. — 2008. — № 3 (17). Архивировано 2 апреля 2016 года.
- Мухетдинов Д. В. Мусульманское сообщество Поволжья: закономерности развития в условиях модернизации общественно-политических процессов современной России // Минарет. — 2008. — № 4 (18). Архивировано 2 апреля 2016 года.
- Мухетдинов Д. В. Коранический вклад в обоснование многополярного мира: принципы договора и совета // Диалог цивилизаций и международные отношения / Коллект. автор.; кол. авт.: под. ред. О. А. Колобова; рук. серии Сухейль Фарах. — М. — Н. Новгород; Бейрут: ИД «Медина», 2009. — 548 с. — (Проект ЮНЕСКО). — ISBN 978-5-9756-0069-1.
- Мухетдинов Д. В. Интеграция мусульман в российское пространство // Ислам в современном мире: внутригосударственный и международно-политический аспекты: ежеквартальный альманах. — М. — Н. Новгород: ИД «Медина», 2010. — № 3–4 (19—20). — ISSN 2074-1529. (копия)
- Мухетдинов Д. В. Рецензия на сборник статей Э. Ихсаноглу «Выдающийся деятель исламского мира профессор Экмеледдин Ихсаноглу» // Ислам в современном мире: внутригосударственный и международно-политический аспекты: ежеквартальный альманах. — М. — Н. Новгород: ИД «Медина», 2010. — № 3–4 (19—20). — С. 69—70. — ISSN 2074-1529. (копия)
- Мухетдинов Д. В., Хайретдинов Д. З., Хабутдинов А. Ю. Ислам в России: 20 лет с начала процессов религиозного возрождения // Ислам в СНГ. — 2011. — № 4. Архивировано 2 апреля 2016 года.
- Мухетдинов Д. В. Вокруг центральной азии: горизонты сотрудничества // Ислам в современном мире: внутригосударственный и международно-политический аспекты. — 2011. — № 1—2. — С. 46—49.
- Мухетдинов Д. В. Рецензия на третий номер ежегодного сборника «Хадж Российских мусульман» // Ислам в современном мире: внутригосударственный и международно-политический аспекты. — 2011. — № 1—2. — С. 70.
- Мухетдинов Д. В., Хайретдинов Д. З. Духовная составляющая евразийской интеграции // Ислам в современном мире: внутригосударственный и международно-политический аспекты. — 2011. — № 3—4. — С. 80—83.
- Мухетдинов Д. В. В Кыргызстане происходит мягкая исламизация политического истеблишмента // Ислам в современном мире: внутригосударственный и международно-политический аспекты. — 2011. — № 3—4. — С. 88—89.
- Мухетдинов Д. В. 2012 год: ветры над миром и Россией // Ислам в современном мире: внутригосударственный и международно-политический аспекты. — 2012. — № 3—4. — С. 31—34.
- Мухетдинов Д. В. Богословское обоснование реформ в Исламе как фактор постоянного обновления и углубления // Ислам в современном мире: внутригосударственный и международно-политический аспекты. — 2012. — № 3—4. — С. 69—71.
- Мухетдинов Д. В. Российское мусульманство: призыв к осмыслению и контекстуализации // Ежеквартальный евразийский журнал мусульманской общественной мысли „Минарет Ислама“. — 2014. — № 3–4(37–38). (копия)
- Мухетдинов Д. В., Хабутдинов А. Ю. Крым: Мусульманская община в контексте общего развития региона // Ислам в современном мире: внутригосударственный и международно-политический аспекты. — 2014. — № 4. — С. 51—58.
- Мухетдинов Д. В., Кашаф Ш. Р. Отворяя двери развитию исламской богословской школы России // Ислам в современном мире: внутригосударственный и международно-политический аспекты. — 2015. — Т. 11, № 4. — С. 21—24.
- Мухетдинов Д. В. К вопросу о российском мусульманстве // Ислам в современном мире: внутригосударственный и международно-политический аспекты. — 2015. — Т. 11, № 4. — С. 81—90.
- Мухетдинов Д. В., Хабутдинов А. Ю., Гимадеев И. Ф. Муса Биги как историк общественного движения российских мусульман // Tatarica. — 2015. — № 1 (4). — С. 110—126.
- Гайнутдин (Гайнутдинов) Р. И., Мухетдинов Д. В. Взгляды ал-газали на проблему правоверия // Ислам в современном мире: внутригосударственный и международно-политический аспекты. — 2016. — Т. 12, № 1. — С. 21—38.
- Мухетдинов Д. В. Учение ал-Газали о единобожии (таухид) // Ислам в современном мире: внутригосударственный и международно-политический аспекты. — 2016. — Т. 12, № 2. — С. 49—60.
- Мухетдинов Д. В. Принципы суфийской герменевтики ал-Газали // Ислам в современном мире: внутригосударственный и международно-политический аспекты. — 2016. — Т. 12, № 3. — С. 53—64.
- Мухетдинов Д. В. Российское мусульманство: социокультурная реальность и концепт // Минарет. — 2015. — № 3. Архивировано 2 апреля 2016 года.